# Banca centrale della Repubblica Argentina
Il Banco Central de la República Argentina (BCRA) è la banca centrale dell'Argentina.

## Storia
Fondata da sei leggi del Congresso entrate in vigore il 28 maggio 1935, la banca ha sostituito il "Currency Board" argentino, che era operativo dal 1899. 
Durante gli anni della Legge sulla Convertibilità (in spagnolo: Ley de Convertibilidad), che stabiliva un tasso di cambio fisso di 1:1 tra il peso argentino e il dollaro USA, la BCRA aveva principalmente la responsabilità di mantenere le riserve in valuta straniera in sincronia con la base monetaria.
Dopo l'abrogazione della Legge sulla Convertibilità, la svalutazione e il deprezzamento del peso e la fine della crisi economica, il suo ruolo diventò quello di accumulare riserve al fine di disporre di un mezzo di controllo del tasso di cambio. La BCRA comprava dollari dal mercato per neutralizzare l'ampio surplus della bilancia del commercio estero e mantenere il tasso di cambio al livello desiderato dal governo, pari a circa 3,1 pesos per dollaro, considerato internazionalmente competitivo per le esportazioni e utile per incoraggiare l'"import substitution".

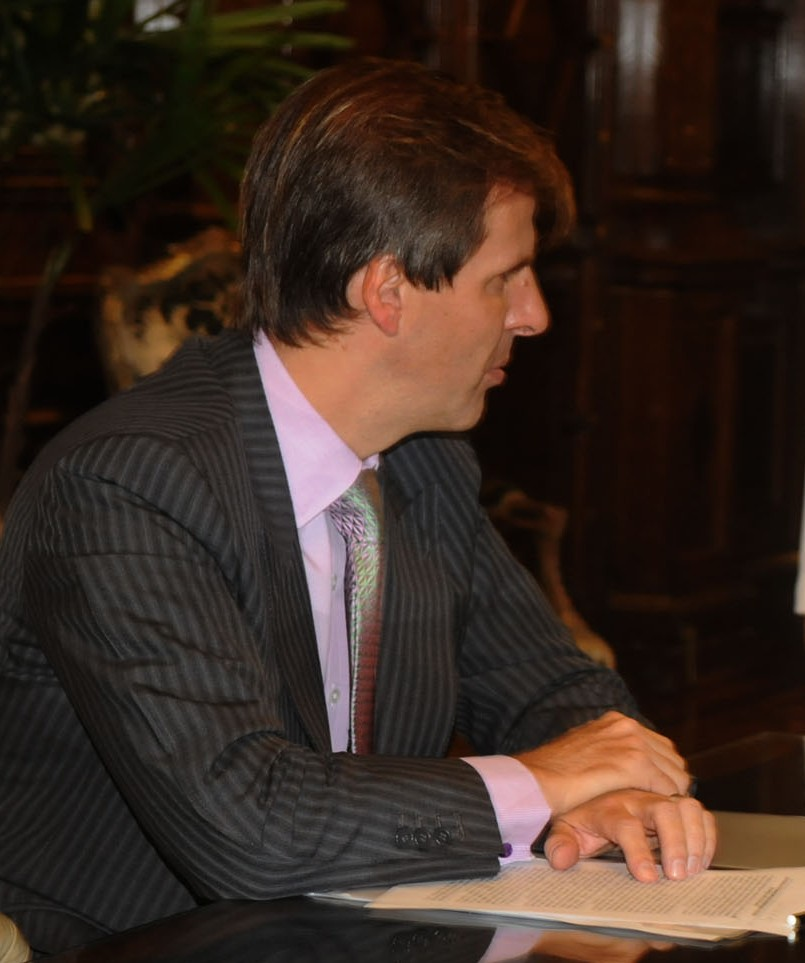
Martín Redrado, Governatore della Banca Centrale dell'Argentina dal 2004 al 2010.

Alla fine del 2005, il Presidente Néstor Kirchner promise solennemente che avrebbe provveduto a rimborsare in anticipo il debito pubblico argentino nei confronti del Fondo Monetario Internazionale in un'unica soluzione. Il pagamento ebbe luogo il 3 gennaio 2006, attingendo circa 9 500 milioni di USD dalle riserve della Banca Centrale. Questo ridusse l'ammontare delle riserve di un terzo, ma non ebbe effetti collaterali dannosi, a parte un leggero incremento del tasso di cambio tra dollaro e peso.
La Banca Centrale continuò ad intervenire nel mercato dei cambi, generalmente mediante l'acquisto di dollari, ma anche con l'occasionale vendita di piccoli ammontari (ad esempio, in reazione a voci di un possibile incremento del tasso di riferimento della Federal Reserve, che causavano un piccolo guizzo nel valore del dollaro). Le sue riserve superarono i 28 miliardi di USD nel settembre 2006, recuperando i livelli precedenti il pagamento del debito all'FMI, e raggiunsero i 32 miliardi di USD alla fine dello stesso anno. Il tasso di cambio attraversò una graduale incremento incitato dagli interventi di acquisto sul mercato della BCRA, raggiungendo i 3,12 pesos per dollaro, e quindi decrescendo sempre lentamente.
Nel numero di ottobre 2006, l'influente rivista Global Finance assegnò a Martín Redrado, governatore della Banca centrale, un voto insufficiente nella sua indagine sui banchieri centrali di tutto il mondo. La rivista sostenne che Redrado "aveva perso l'opportunità di agire per frenare l'inflazione quando l'economia si stava espandendo alla sua massima velocità ... con un'inflazione attesa in salita al 12% per il 2006, dal 7,7% del 2005 e dal 4,4% del 2004". Alla fine, l'inflazione nel 2006 si attestò al 9,8%, grazie ai controlli sui prezzi, sebbene quella comunemente percepita fosse maggiore a causa della composizione del paniere utilizzato per misurarla. Nel 2006 la BCRA ottenne rendimenti eccezionalmente elevati dall'investimento delle sue riserve, per un totale di 1,4 miliardi di USD (corrispondente a un tasso annuo del 5,7%).
Al 2 luglio 2008 la Banca Centrale dell'Argentina aveva accumulato riserve per 47,6 miliardi di USD.
Nel gennaio 2010, nell'ambito di uno scontro in atto da tempo tra la Casa Rosada e la Banca centrale, Redrado viene sollevato dall'incarico di governatore dal presidente argentino, Cristina Fernández de Kirchner, per essersi rifiutato di girare al Tesoro 4,5 miliardi di dollari in base ad un decreto legge del 14 dicembre 2009. La somma era destinata a pagare le scadenze del 2010 del debito estero argentino, pari a 13 miliardi di dollari. Già nei giorni precedenti Redrado si era rifiutato di dimettersi presentandosi ogni giorno puntualmente in ufficio.
Al suo posto viene nominata Mercedes Marcó del Pont, economista e ricercatrice. Il 18 novembre 2013 è sostituita da Juan Carlos Fábrega che avvia una politica di contrazione monetaria e un aumento dei tassi di interesse per ridurre l'inflazione con una forte svalutazione del peso rispetto al dollaro Usa, passando da 6,50 dollari a 7,75 dollari nel gennaio 2014. Nello stesso tempo promuove misure affinché le banche possano liquidare le loro riserve in valute estere, consentendo la crescita del livello della riserve della Banca centrale dopo il loro forte calo nel 2013. Il risultato è stato di portare le riserve internazionali della banca a 28,7 miliardi di dollari. Nel 2014 è sostituito da Alejandro Vanoli. 
Nel dicembre del 2015 Federico Sturzenegger è nominato Governatore al posto di Alejandro Vanoli che si è dimesso in seguito all'arrivo al governo del nuovo presidente dell'Argentina, Mauricio Macri. 
Di fronte ad una situazione economica e finanziaria pesantissima lasciata dai due precedenti governi di Néstor Kirchner e della moglie Cristina Fernández de Kirchner, Sturzenegger si impegna ad intervenire sulla crisi valutaria e ad arginare l'inflazione. Nei primi due anni apre l'economia alle importazioni fino ad allora bloccate da una serie di ostacoli, aumenta le riserve della Banca centrale che erano state esaurite, fa approvare leggi anticorruzione e adotta anche misure impopolari come l'aumento delle tariffe dei servizi pubblici. Ma tra il 2017-2018 l'aumento dei tassi di interessi Usa e il rafforzamento del dollaro provocano nel paese la fuga dei capitali, costringendo la Banca centrale ad usare le riserve per sostenere la moneta e ad aumentare i tassi di interesse fino al 60%. Il peso si svaluta del 50%, il governo deve chiedere nel giugno 2018 al Fondo Monetario Internazionale un prestito di 50 miliardi di dollari (poi se ne aggiungeranno altri 7) per evitare l'insolvenza finanziaria. Un prestito, il più alto concesso dal FMI, che prevede una serie di riforme pesanti. Una settimana più tardi, il 14 giugno 2018, Sturzenegger si dimette dopo che il peso ha perso più del 6% in un solo giorno, con una lettera dai toni drammatici: "Negli ultimi mesi si è andata deteriorando la mia credibilità".
Al suo posto subentra il ministro delle finanze Luis Caputo. Lascia dopo soli tre mesi, nel settembre 2018, ufficialmente per "motivi personali", in realtà in seguito al braccio di ferro con il nuovo ministro delle finanze, Nicolas Dujovne, lo stesso che ha trattato il prestito con il FMI. Caputo, di fatto poco gradito al FMI, si dimette lo stesso giorno in cui il Paese è paralizzato in seguito allo sciopero generale indetto dai sindacati contro le politiche di austerità introdotte dal governo Macri, dalle nuove imposte sulle esportazione all'eliminazione di alcuni ministeri per ridurre il deficit pubblico. Dall'inizio dell'anno il peso si è svalutato del 50%.
Nuovo Governatore è nominato Guido Sandleris, economista e fino a quel momento sottosegretario per la politica economica del ministero delle finanze.

## Governatori
- Ernesto Bosch (1935-1945)
- Vicente R. Casares (1945-1945)
- Emilio F. Cárdenas (1945-1946)
- Miguel Miranda (economista) (1946-1947)
- Domingo Orlando Maroglio (1947-1949)
- Alfredo Gómez Morales (1949-1952)
- Miguel Revestido (1952-1955)
- Eugenio José Folcini (1955-1955)
- Julio Emilio Alizón García (1955–1956)
- Eugenio Alberto Blanco (1956-1956)
- Eduardo Laurencena (1956-1958)
- José Mazar Barnet (1958-1959)
- Eusebio Campos (1959-1960)
- Eustaquio Antonio Méndez Delfino (1960-1962)
- Ricardo Pedro Pasman (1962-1962)
- Luis María Otero Monsegur (1962-1963)
- Félix Gilberto Elizalde (1963-1966)
- Antonio Micele (1966-1966)
- Felipe S. Tami (1966-1966)
- Antonio Micele (1966-1966)
- Benedicto A. Bianchi (1966-1967)
- Pedro Eduardo Real (1967-1969)
- Egidio Ianella (1969-1970)
- Daniel Fernández (1970-1971)
- Ricardo Gruneisen (1971-1971)
- Carlos Brignone (1971-1972)
- Jorge Bermúdez Emparanza (1972-1973)
- Alfredo Gómez Morales (1973-1974)
- Hernán Aldabe (1974-1974)
- Ricardo A. Cairoli (1974-1975)
- Emilio Mondelli (1975-1976)
- Eduardo A. Zalduendo (1976-1976)
- Alfredo G. Cassino (1976-1976)
- Adolfo C. Diz (1976-1981)
- Julio José Gómez (1981-1981)
- Egidio Ianella (1981-1982)
- Domingo Felipe Cavallo (1982-1982)
- Julio C. González del Solar (1982-1983)
- Enrique García Vázquez (1983-1985)
- Juan José A. Concepción (1985-1986)
- José Luis Machinea (1986-1989)
- Enrique García Vázquez (1989-1989)
- Javier A. González Fraga (1989-1989)
- Egidio Ianella (1989-1989)
- Rodolfo C. Rossi (1989-1990)
- Enrique E. Folcini (1990-1990)
- Antonio Erman González (1990-1990)
- Javier A. González Fraga (1990-1991)
- Roque Benjamín Fernández (1991-1996)
- Pedro Pou (1996-2001)
- Roque Maccarone (2001-2002)
- Mario Blejer (2002-2002)
- Aldo Rubén Pignanelli (2002-2002)
- Alfonso Prat-Gay (2002-2004)
- Martín Redrado (2004-2010)
- Mercedes Marcó del Pont (2010-2013)
- Juan Carlos Fábrega (2013-2014)
- Alejandro Vanoli (2014-2015)
- Federico Sturzenegger (2015-giugno 2018)
- Luis Caputo (giugno 2018-settembre 2018)
- Guido Sandleris (settembre 2018-)